# Самба, Брис
Брис Лори́ш Самба́ (фр. Brice Lauriche Samba; родился 25 апреля 1994, Линзоло, Республика Конго) — французский футболист, вратарь клуба «Ренн» и сборной Франции.

## Клубная карьера
В январе 2013 года перешёл из «Гавра» в марсельский «Олимпик» за €400 тыс. В Лиге 1 дебютировал за «провансальцев» 17 мая 2014 года в матче 38-го тура против «Генгама», проведя матч на «ноль».
7 августа 2019 подписал 4-х летний контракт с Ноттингем Форест. Дебютировал за "лесников" 13 августа в матче Кубка Английской лиги против Флитвуд Таун (1:0).

## Карьера в сборной
В 2013 году вызывался в юношескую сборную Франции до 19 лет, однако не сыграл, три матча находясь на скамейке запасных.

## Достижения
Сборная Франции
- Бронзовый призёр Лиги наций УЕФА: 2024/25